# Kaby Lake
Skylake Coffee Lake (PC de bureau)
Whiskey Lake (PC portables)
Cascade Lake (serveurs et PC de bureau haut de gamme),

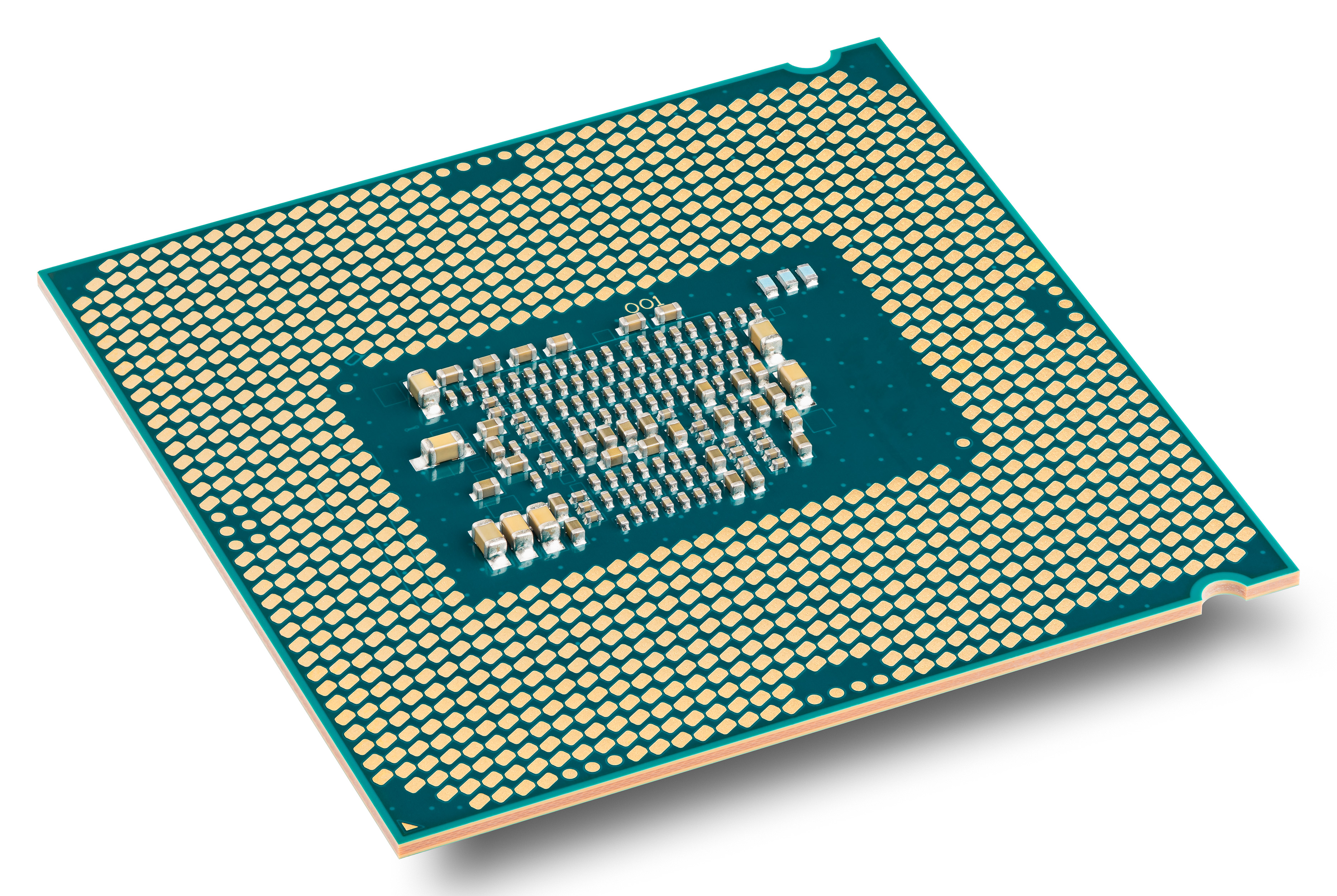
Processeur Celeron G3930 Kaby Lake en perspective

Kaby Lake est le nom de code d'Intel pour sa septième génération de microprocesseurs de la famille Core, annoncée le 30 août 2016. Il s'agit d'une légère amélioration de la microarchitecture Skylake (2015).
Intel annonce en 2016 qu'il ajoute une troisième étape à son traditionnel modèle tic-tac, intitulé process-architecture-optimize, qui se concrétise par Kaby Lake. Il peut être considéré comme une architecture 14 nm améliorée, permettant d'obtenir un gain de puissance de l'ordre de 12 % par rapport à la génération précédente.
Kaby Lake est la première plateforme qui n'est plus compatible avec les versions de Windows plus anciennes que Windows 10.
En août 2017, Intel a annoncé que Kaby Lake Refresh (Kaby Lake R) serait commercialisé sous le nom de processeurs mobiles de 8e génération, brisant ainsi le cycle long où les architectures correspondaient aux générations correspondantes de processeurs et prenant également en charge Windows 11. On s'attendait à ce que Skylake soit remplacé par la famille Cannon Lake (en) en 10 nanomètres, mais il avait été annoncé en juillet 2015 que Cannon Lake serait retardé jusqu'au second semestre de 2017. Entre-temps, Intel a publié une quatrième génération de 14 nm le 5 octobre 2017, nommée Coffee Lake. Cannon Lake a finalement vu le jour en 2018, mais un seul processeur mobile a été lancé avant d’être abandonné l’année suivante.

## Principales caractéristiques
Fabriqué sur un procédé amélioré en 14 nm (14FF+), Kaby Lake offre des vitesses d’horloge de processeur plus rapides, des changements de vitesse d’horloge et des fréquences Turbo plus élevées. Au-delà de ces changements de procédé et de vitesse d’horloge, peu de choses sur l’architecture du processeur ont changé par rapport à Skylake, ce qui donne des IPC (Instructions Par Cycle) identiques.
Kaby Lake dispose d’une nouvelle architecture graphique pour améliorer les performances des graphismes 3D et de la lecture vidéo 4K. Il ajoute la prise en charge native de HDCP 2.2, ainsi que le décodage à fonction fixe de H.264 (AVC), de HEVC Main et Main10/10 bits et de VP9 10 bits et 8 bits. L’encodage matériel est pris en charge pour les vidéos H.264 (AVC), HEVC Main10/10 bits et VP9 8 bits. L’encodage VP9 10 bits n’est pas pris en charge par le matériel. OpenGL 4.6 et OpenCL 3.0 sont désormais pris en charge.
Kaby Lake est la première architecture Core à prendre en charge l’hyper-threading pour la référence SKU du processeur de bureau de marque Pentium. Kaby Lake dispose également du premier processeur i3 compatible avec l’overclocking.

### Améliorations architecturales par rapport à Skylake
Kaby Lake possède le même coeur de CPU et les mêmes performances par MHz que Skylake. Les caractéristiques spécifiques à Kaby Lake comprennent :

#### CPU
- Intel revendique une performance/Watt x10 par rapport à Nehalem (jusqu'à x8 pour Skylake) [réf. nécessaire]
- Fréquence d'horloge accrue sur certains modèles de CPU
- Changement de fréquence d'horloge plus rapide (technologie Intel Speed Shift améliorée[8]) : il faut moins de temps au CPU pour passer d'une fréquence à une autre, par exemple d'un état à faible puissance à un état à haute performance (en) – ce qui peut entraîner une augmentation de la performance et de la réactivité
- Ajout du support matériel de MBEC (en)[9]

#### GPU
- Gen 9.5 (au lieu de Gen 9)
  - Support de Microsoft PlayReady 3.0
  - HDCP 2.2
  - Embedded DisplayPort 1.4 (au lieu de 1.3)
- Coeur graphique amélioré : décodage à fonction fixe totalement matériel de HEVC/VP9 (dont le 4K@60fps/10bit)[8] ; encodage matériel HEVC amélioré ; codage à fonction fixe entièrement matériel de VP9 8bit ; fréquence d'horloge du GPU plus élevée sur certains CPU

#### I/O
- Chipset série 200 (Union Point) sur socket 1151 (Kaby Lake est compatible avec les cartes mères équipées du chipset série 100 après une mise à jour du BIOS)
- Jusqu'à 16 lignes PCI Express 3.0 depuis le CPU, 24 lignes PCI Express 3.0 depuis le PCH
- Support de la technologie de cache Intel Optane (seulement sur les cartes mères avec le chipset série 200)
- Support de l'instruction PTWRITE pour écrire des données dans un flux de paquets Intel Processor Trace

À partir de cette génération, le GPU intégré supporte HAGS dans la version Windows 10 de 2004 ou plus récente, mais actuellement la prise en charge n'est fournie qu'avec les pilotes internes.

## Classification des TDP
La puissance de conception thermique (TDP) est la chaleur maximale générée par la puce exécutant une charge de travail spécifique à la fréquence d'horloge de base. Pour une microarchitecture donnée, à mesure que la chaleur produite augmente avec la tension et la fréquence, cette limite de conception thermique peut également limiter la fréquence maximale du processeur. Cependant, les tests et le binning du processeur (sélection des puces) permettent d’obtenir des produits avec une tension/puissance plus faible à une fréquence particulière, ou une fréquence plus élevée dans la même limite de puissance,.
Processeurs pour PC de bureau :
- Haute puissance (K/X) :
  - Pour double cœur : 60 W
  - Pour quadruple cœur : 91 W (LGA 1151) - 112 W (LGA 2066)
- Puissance moyenne :
  - Pour double cœur : 51...54 W
  - Pour quadruple coeur : 65 W
- Faible puissance (T) : 35 W

Processeurs pour PC portables :
- Haute puissance (H) : 45 W avec TDP configurable jusqu’à 35 W
- Puissance moyenne (U) : 15...28 W avec TDP configurable jusqu’à 7,5 W
- Faible consommation (Y) : 5...7 W avec TDP configurable jusqu’à 3,5 W

## Liste des processeurs Kaby Lake de7egénération -14nm
Attention, ces processeurs sont uniquement supportés par Microsoft sous Windows 10. Sous Windows 7 et 8.1, ils ne subiront pas de mise à jour de sécurité.

### Processeurs pour ordinateurs portables
Lors de la sortie des premiers processeurs de 7e génération, Intel annonce un gain de performance d'au moins 15 % par rapport à la génération précédente.
| Famille | Nom    | Nombre de cœurs/threads | Fréquence normale | Fréquence turbo | GPU           | TDP   | TDP Up  | TDP Down | Présentation | Performance relative |
| ------- | ------ | ----------------------- | ----------------- | --------------- | ------------- | ----- | ------- | -------- | ------------ | -------------------- |
| Celeron | 3865U  | 2/2                     | 1.8 GHz           | NC              | HD 610        | 15 W  |         | 10 W     | Q1 2017      | ?                    |
| Celeron | 3965U  | 2/2                     | 2.2 GHz           | NC              | HD 610        | 15 W  |         | 10 W     | Q1 2017      | ?                    |
| Pentium | 4415U  | 2/4                     | 2.3 GHz           | NC              | HD 610        | 15 W  | 0,82    | 10 W     | Q1 2017      |                      |
| Pentium | 4410Y  | 2/4                     | 1.5 GHz           | NC              | HD 615        | 6 W   | 4.5 W   | ?        | Q1 2017      |                      |
| Core i3 | 7Y30   | 2/4                     | 1.0 GHz           | 2.6 GHz         | HD 615        | 4.5 W | 7 W     | 3.5 W    | Q3 2016      | 0,92                 |
| Core i3 | 7Y32   | 2/4                     | 1.1 GHz           | 3.0 GHz         | HD 615        | 4.5 W | 7 W     | 3.75 W   | Q2 2017      | 0,92                 |
| Core i3 | 7100U  | 2/4                     | 2.4 GHz           | NC              | HD 620        | 15 W  |         | 7.5 W    | Q3 2016      | 1                    |
| Core i3 | 7130U  | 2/4                     | 2.7 GHz           | NC              | HD 620        | 15 W  | Q2 2017 | 7.5 W    |              | 1                    |
| Core i3 | 7167U  | 2/4                     | 2.8 GHz           | NC              | Iris Plus 650 | 28 W  | 23 W    | Q1 2017  |              | 1                    |
| Core i3 | 7100H  | 2/4                     | 3.0 GHz           | NC              | HD 630        | 35 W  |         | Q1 2017  | 1,22         |                      |
| Core i5 | 7Y54   | 2/4                     | 1.2 GHz           | 3.2 GHz         | HD 615        | 4.5 W | 7 W     | 3.5 W    | Q3 2016      | 1                    |
| Core i5 | 7Y57   | 2/4                     | 1.2 GHz           | 3.3 GHz         | HD 615        | 4.5 W | 7 W     | 3.5 W    | Q1 2017      | 1                    |
| Core i5 | 7200U  | 2/4                     | 2.5 GHz           | 3.1 GHz         | HD 620        | 15 W  | 25 W    | 7.5 W    | Q3 2016      | 1,21                 |
| Core i5 | 7300U  | 2/4                     | 2.6 GHz           | 3.1 GHz         | HD 620        | 15 W  | 25 W    | 7.5 W    | Q1 2017      | 1,31                 |
| Core i5 | 7260U  | 2/4                     | 2.2 GHz           | 3.4 GHz         | Iris Plus 640 | 15 W  |         | 9.5 W    | Q1 2017      | 1,49                 |
| Core i5 | 7360U  | 2/4                     | 2.3 GHz           | 3.6 GHz         | Iris Plus 640 | 15 W  | 1,56    | 9.5 W    | Q1 2017      |                      |
| Core i5 | 7267U  | 2/4                     | 3.1 GHz           | 3.5 GHz         | Iris Plus 650 | 28 W  | 23 W    | 1,37     | Q1 2017      |                      |
| Core i5 | 7287U  | 2/4                     | 3.3 GHz           | 3.7 GHz         | Iris Plus 650 | 28 W  | 23 W    | 1,37     | Q1 2017      |                      |
| Core i5 | 7300HQ | 4/4                     | 2.5 GHz           | 3.5 GHz         | HD 630        | 45 W  | 35 W    | 1,75     | Q1 2017      |                      |
| Core i5 | 7440HQ | 4/4                     | 2.8 GHz           | 3.8 GHz         | HD 630        | 45 W  | 35 W    | 2        | Q1 2017      |                      |
| Core i7 | 7Y75   | 2/4                     | 1.3 GHz           | 3.6 GHz         | HD 615        | 4.5 W | 7 W     | 3.5 W    | Q3 2016      | 1                    |
| Core i7 | 7500U  | 2/4                     | 2.7 GHz           | 3.5 GHz         | HD 620        | 15 W  | 25 W    | 7.5 W    | Q3 2016      | 1,35                 |
| Core i7 | 7600U  | 2/4                     | 2.8 GHz           | 3.9 GHz         | HD 620        | 15 W  | 25 W    | 7.5 W    | Q1 2017      | 1,45                 |
| Core i7 | 7560U  | 2/4                     | 2.4 GHz           | 3.8 GHz         | Iris Plus 640 | 15 W  |         | 9.5 W    | Q1 2017      | 1,53                 |
| Core i7 | 7660U  | 2/4                     | 2.5 GHz           | 4.0 GHz         | Iris Plus 640 | 15 W  | 1,58    | 9.5 W    | Q1 2017      |                      |
| Core i7 | 7567U  | 2/4                     | 3.5 GHz           | 4.0 GHz         | Iris Plus 650 | 28 W  | 23 W    | 1,68     | Q1 2017      |                      |
| Core i7 | 7700HQ | 4/8                     | 2.8 GHz           | 3.8 GHz         | HD 630        | 45 W  | 35 W    | 2,31     | Q1 2017      |                      |
| Core i7 | 7820HK | 4/8                     | 2.9 GHz           | 3.9 GHz         | HD 630        | 45 W  | 35 W    | 2,60     | Q1 2017      |                      |
| Core i7 | 7820HQ | 4/8                     | 2.9 GHz           | 3.9 GHz         | HD 630        | 45 W  | 35 W    | 2,60     | Q1 2017      |                      |
| Core i7 | 7920HQ | 4/8                     | 3.1 GHz           | 4.1 GHz         | HD 630        | 45 W  | 35 W    | 2,60     | Q1 2017      |                      |

### Processeurs pour ordinateurs de bureau
Caractéristiques communes aux processeurs de bureau Kaby Lake :
- Socket LGA 1151
- Interfaces DMI 3.0 et PCIe 3.0
- Prise en charge de la mémoire double canal dans les configurations suivantes : DDR3L-1600 1,35 V (32 Go maximum) ou DDR4-2400 1,2 V (64 Go maximum)
- 16 voies PCIe au total
- Les processeurs de marque Core prennent en charge le jeu d’instructions AVX2. Les modèles Celeron et Pentium ne prennent en charge que SSE4.1/4.2.
- Fréquence d’horloge de base du GPU : 350 MHz
- Pas de cache L4 (eDRAM)
- Date de sortie : 3 janvier 2017

| Famille | Nom    | Nombre de cœurs/threads | Fréquence normale (GHz) | Fréquence turbo (GHz) | GPU    | TDP (W) | Présentation |
| ------- | ------ | ----------------------- | ----------------------- | --------------------- | ------ | ------- | ------------ |
| Pentium | G4560T | 2/4                     | 2.9                     | NC                    | HD 610 | 35      | Q4 2016      |
| Pentium | G4620  | 2/4                     | 3.7                     | NC                    | HD 630 | 51      | Q4 2016      |
| Pentium | G4600  | 2/4                     | 3.6                     | NC                    | HD 630 | 51      | Q4 2016      |
| Pentium | G4600T | 2/4                     | 3.0                     | NC                    | HD 630 | 35      | Q4 2016      |
| Core i3 | 7101E  | 2/4                     | 3.9                     | NC                    | HD 630 | 54      | Q4 2016      |
| Core i3 | 7100T  | 2/4                     | 3.4                     | NC                    | HD 630 | 35      | Q4 2016      |
| Core i3 | 7100   | 2/4                     | 3.9                     | NC                    | HD 630 | 51      | Q4 2016      |
| Core i3 | 7350K  | 2/4                     | 4.2                     | NC                    | HD 630 | 60      | Q4 2016      |
| Core i3 | 7320   | 2/4                     | 4.1                     | NC                    | HD 630 | 51      | Q4 2016      |
| Core i3 | 7300   | 2/4                     | 4.0                     | NC                    | HD 630 | 51      | Q4 2016      |
| Core i3 | 7300T  | 2/4                     | 3.5                     | NC                    | HD 630 | 35      | Q4 2016      |
| Core i5 | 7400T  | 4/4                     | 2.4                     | 3.0                   | HD 630 | 35      | Q4 2016      |
| Core i5 | 7400   | 4/4                     | 3.0                     | 3.5                   | HD 630 | 65      | Q4 2016      |
| Core i5 | 7500   | 4/4                     | 3.4                     | 3.8                   | HD 630 | 65      | Q4 2016      |
| Core i5 | 7500T  | 4/4                     | 2.7                     | 3.3                   | HD 630 | 35      | Q4 2016      |
| Core i5 | 7600T  | 4/4                     | 2.8                     | 3.7                   | HD 630 | 35      | Q4 2016      |
| Core i5 | 7600K  | 4/4                     | 3.8                     | 4.2                   | HD 630 | 91      | Q4 2016      |
| Core i5 | 7600   | 4/4                     | 3.5                     | 4.1                   | HD 630 | 65      | Q4 2016      |
| Core i7 | 7700   | 4/8                     | 3.6                     | 4.2                   | HD 630 | 65      | Q4 2016      |
| Core i7 | 7700T  | 4/8                     | 2.9                     | 3.8                   | HD 630 | 35      | Q4 2016      |
| Core i7 | 7700K  | 4/8                     | 4.2                     | 4.5                   | HD 630 | 91      | Q4 2016      |

### Processeurs X-series (Kaby Lake-X)
Il s'agit d'une gamme de processeurs à hautes performances, destinés aux ordinateurs de bureau. A ne pas confondre avec Skylake-X.
Caractéristiques communes aux processeurs de bureau Kaby Lake-X :
- Socket LGA 2066
- Prise en charge de la mémoire DDR4-2666 (64 Go maximum), mais pas de la mémoire DDR3L
- 16 voies PCIe au total
- Pas de GPU intégré
- Date de sortie : juin 2017

| Famille | Nom   | Nombre de cœurs/threads | Fréquence normale (GHz) | Fréquence turbo (GHz) | Cache L3 (Mo) | GPU                | TDP (W) | Présentation |
| ------- | ----- | ----------------------- | ----------------------- | --------------------- | ------------- | ------------------ | ------- | ------------ |
| Core i5 | 7640X | 4/4                     | 4.0                     | 4.2                   | 6             | Pas de GPU intégré | 112     | Q3 2017      |
| Core i7 | 7740X | 4/8                     | 4.3                     | 4.5                   | 8             | Pas de GPU intégré | 112     | Q3 2017      |

### Processeurs Xeon pour serveurs/stations de travail
| Segment cible | Coeurs (threads) | Modèle      | Fréquence d'horloge du CPU (GHz) | Fréq. horloge Turbo (GHz) Nb. de coeurs | Fréq. horloge Turbo (GHz) Nb. de coeurs | Fréq. horloge Turbo (GHz) Nb. de coeurs | GPU     | GPU                     | Cache L3 (Mo) | TDP (W) | Date de sortie | Prix (USD) |
| Segment cible | Coeurs (threads) | Modèle      | Fréquence d'horloge du CPU (GHz) | 1                                       | 2                                       | 4                                       | Modèle  | Fréq. horloge max (MHz) | Cache L3 (Mo) | TDP (W) | Date de sortie | Prix (USD) |
| ------------- | ---------------- | ----------- | -------------------------------- | --------------------------------------- | --------------------------------------- | --------------------------------------- | ------- | ----------------------- | ------------- | ------- | -------------- | ---------- |
| Serveurs      | 4 (8)            | E3-1285 v6  | 4.1                              | 4.5                                     | ?                                       | ?                                       | HD P630 | 1150                    | 8             | 79      | Q3 2017        | $450       |
| Serveurs      | 4 (8)            | E3-1280 v6  | 3.9                              | 4.2                                     | ?                                       | ?                                       | NC      | NC                      | 8             | 72      | Q1 2017        | $612↘383   |
| Serveurs      | 4 (8)            | E3-1275 v6  | 3.8                              | 4.2                                     | ?                                       | ?                                       | HD P630 | 1150                    | 8             | 73      | Q1 2017        | $339       |
| Serveurs      | 4 (8)            | E3-1270 v6  | 3.8                              | 4.2                                     | ?                                       | ?                                       | NC      | NC                      | 8             | 72      | Q1 2017        | $328       |
| Serveurs      | 4 (8)            | E3-1245 v6  | 3.7                              | 4.1                                     | ?                                       | ?                                       | HD P630 | 1150                    | 8             | 73      | Q1 2017        | $284       |
| Serveurs      | 4 (8)            | E3-1240 v6  | 3.7                              | 4.1                                     | ?                                       | ?                                       | NC      | NC                      | 8             | 72      | Q1 2017        | $272       |
| Serveurs      | 4 (8)            | E3-1230 v6  | 3.5                              | 3.9                                     | ?                                       | ?                                       | NC      | NC                      | 8             | 72      | Q1 2017        | $250       |
| Serveurs      | 4 (4)            | E3-1225 v6  | 3.3                              | 3.7                                     | ?                                       | ?                                       | HD P630 | 1150                    | 8             | 73      | Q1 2017        | $213       |
| Serveurs      | 4 (4)            | E3-1220 v6  | 3.0                              | 3.5                                     | ?                                       | ?                                       | NC      | NC                      | 8             | 72      | Q1 2017        | $193       |
| PC portables  | 4 (8)            | E3-1535M v6 | 3.1                              | 4.2                                     | ?                                       | ?                                       | HD P630 | 1100                    | 8             | 45      | Q1 2017        | $623       |
| PC portables  | 4 (8)            | E3-1505M v6 | 3.0                              | 4.0                                     | ?                                       | ?                                       | HD P630 | 1100                    | 8             | 45      | Q1 2017        | $434       |
| Intégrés      | 4 (8)            | E3-1505L v6 | 2.2                              | 3.0                                     | ?                                       | ?                                       | HD P630 | 1000                    | 8             | 25      | Q1 2017        | $433       |

## Liste des processeurs Kaby Lake Refresh de8egénération

### Processeurs pour PC portables
Fin 2016, il a été reporté qu'Intel travaillait sur une famille de processeurs baptisée “Kaby Lake R” ("R" pour "Refresh"). Le 21 août 2017, la 8e génération de CPU pour PC portables a été annoncée. Les premiers produits annoncés étaient quatre processeurs "Kaby Lake R" avec un TDP de 15 W. Cette approche marketing est différente des précédents changements de génération dans la gamme de produits Core, où une nouvelle génération coïncidait avec une nouvelle microarchitecture. Intel a décidé que la 8e génération serait basée sur des microarchitectures multiples, dont Kaby Lake R, Coffee Lake, et Cannon Lake (en).
| Marque de processeur | Modèle | Coeurs (threads) | Fréq. horloge du CPU (GHz) | Fréq. horloge Turbo (GHz) Nb. de coeurs | Fréq. horloge Turbo (GHz) Nb. de coeurs | Fréq. horloge Turbo (GHz) Nb. de coeurs | GPU     | GPU                     | Cache L3 (Mo) | TDP (W) | cTDP (W) | cTDP (W) | Date de sortie | Prix (USD) |
| Marque de processeur | Modèle | Coeurs (threads) | Fréq. horloge du CPU (GHz) | 1                                       | 2                                       | 4                                       | Modèle  | Fréq. horloge max (MHz) | Cache L3 (Mo) | TDP (W) | Up       | Down     | Date de sortie | Prix (USD) |
| -------------------- | ------ | ---------------- | -------------------------- | --------------------------------------- | --------------------------------------- | --------------------------------------- | ------- | ----------------------- | ------------- | ------- | -------- | -------- | -------------- | ---------- |
| Core i7              | 8650U  | 4 (8)            | 1.9                        | 4.2                                     | 4.2                                     | 3.9                                     | UHD 620 | 1150                    | 8             | 15      | 25       | 10       | Q3 2017        | $409       |
| Core i7              | 8550U  | 4 (8)            | 1.8                        | 4.0                                     | 4.0                                     | 3.7                                     | UHD 620 | 1150                    | 8             | 15      | 25       | 10       | Q3 2017        | $409       |
| Core i5              | 8350U  | 4 (8)            | 1.7                        | 3.6                                     | 3.6                                     | 3.6                                     | UHD 620 | 1100                    | 6             | 15      | 25       | 10       | Q3 2017        | $297       |
| Core i5              | 8250U  | 4 (8)            | 1.6                        | 3.4                                     | 3.4                                     | 3.4                                     | UHD 620 | 1100                    | 6             | 15      | 25       | 10       | Q3 2017        | $297       |
| Core i3              | 8130U  | 2 (4)            | 2.2                        | 3.4                                     | 3.4                                     | NC                                      | UHD 620 | 1000                    | 4             | 15      | NC       | 10       | Q1 2018        | $281       |
| Pentium Gold         | 4417U  | 2 (4)            | 2.3                        | NC                                      | NC                                      | NC                                      | HD 610  | 950                     | 2             | 15      | NC       | 12.5     | Q1 2019        | $161       |

## Liste des processeurs Amber Lake Y de8egénération
Le 28 août 2018, Intel a annoncé une gamme actualisée de processeurs pour PC portables Kaby Lake à très faible consommation d’énergie sous le nom d’Amber Lake.
| Marque de processeur | Modèle | Coeurs (threads) | Fréquence d'horloge du CPU (GHz) | Fréquence d'horloge du CPU (GHz) | GPU     | GPU                     | Cache L3 (Mo) | TDP (W) | cTDP (W) | cTDP (W) | Date de sortie | Prix |
| Marque de processeur | Modèle | Coeurs (threads) | Base                             | Max turbo                        | Modèle  | Fréq. horloge max (MHz) | Cache L3 (Mo) | TDP (W) | Up       | Down     | Date de sortie | Prix |
| -------------------- | ------ | ---------------- | -------------------------------- | -------------------------------- | ------- | ----------------------- | ------------- | ------- | -------- | -------- | -------------- | ---- |
| Core i7              | 8500Y  | 2 (4)            | 1.5                              | 4.2                              | UHD 615 | 1050                    | 4             | 5       | 7        | 3.5      | Q1 2019        | $393 |
| Core i5              | 8310Y  | 2 (4)            | 1.6                              | 3.9                              | UHD 617 | 1050                    | 4             | 7       | NC       | NC       | Q1 2019        | $281 |
| Core i5              | 8210Y  | 2 (4)            | 1.6                              | 3.6                              | UHD 617 | 1050                    | 4             | 7       | NC       | NC       | Q1 2019        | $281 |
| Core i5              | 8200Y  | 2 (4)            | 1.3                              | 3.9                              | UHD 615 | 950                     | 4             | 5       | 7        | 3.5      | Q3 2018        | $291 |
| Core m3              | 8100Y  | 2 (4)            | 1.1                              | 3.4                              | UHD 615 | 900                     | 4             | 5       | 8        | 4.5      | Q3 2018        | $281 |
| Pentium Gold         | 4425Y  | 2 (4)            | 1.7                              | NC                               | UHD 615 | 850                     | 2             | 6       | NC       | 4.5      | Q1 2019        | $161 |

## Liste des processeurs Amber Lake Y de10egénération
Le 21 août 2019, Intel a annoncé ses processeurs ultra basse consommation Amber Lake de 10e génération.
| Marque de processeur | Modèle | Coeurs (threads) | Fréquence d'horloge du CPU (GHz) | Fréquence d'horloge du CPU (GHz) | GPU     | GPU                     | Cache L3 (Mo) | TDP (W) | cTDP (W) | cTDP (W) | Prix |
| Marque de processeur | Modèle | Coeurs (threads) | Base                             | Max turbo                        | Modèle  | Fréq. horloge max (MHz) | Cache L3 (Mo) | TDP (W) | Up       | Down     | Prix |
| -------------------- | ------ | ---------------- | -------------------------------- | -------------------------------- | ------- | ----------------------- | ------------- | ------- | -------- | -------- | ---- |
| Core i7              | 10510Y | 4 (8)            | 1.2                              | 4.5                              | UHD     | 1150                    | 8             | 7       | 9        | 4.5      | $403 |
| Core i5              | 10310Y | 4 (8)            | 1.1                              | 4.1                              | UHD     | 1050                    | 6             | 7       | 9        | 5.5      | $292 |
| Core i5              | 10210Y | 4 (8)            | 1.0                              | 4.0                              | UHD     | 1050                    | 6             | 7       | 9        | 5.5      | $292 |
| Core i3              | 10110Y | 2 (4)            | 1.0                              | 4.0                              | UHD     | 1000                    | 4             | 7       | 9        | 5.5      | $287 |
| Pentium Gold         | 6500Y  | 2 (4)            | 1.1                              | 3.4                              | UHD 615 | 900                     | 4             | 5       | 7        | 3.5      |      |